# Euphyia williamsi
Euphyia williamsi är en fjärilsart som beskrevs av Louis W. Swett 1910. Euphyia williamsi ingår i släktet Euphyia och familjen mätare. Inga underarter finns listade i Catalogue of Life.